# Гвен Йоргенсен
Гвен Розмарі Йоргенсен (англ. Gwen Rosemary Jorgensen; 25 квітня 1986 , Вокеша, Вісконсин, США) — американська тріатлоністка. Олімпійська чемпіонка і дворазова чемпіонка світу. Чемпіонка і призерка чемпіонатів світу в естафеті. Рекордсменка за кількістю перемог на етапах Всесвітньої чемпіонської серії (17).

## Біографічні відомості
У Вісконсинському університеті вивчала бухгалтерський облік і входила в спортивні команди з бігу і плавання. Перевагу віддавала бігу на середні дистанції (3000 і 5000 метрів). Після завершення навчання працювала податковим бухгалтером у компанії «Ernst & Young». У 2008 році стала переможницею у бігу на 5000 метрів на молодіжному чемпіонаті Північної та Центральної Америки і країн Карибського басейну з легкої атлетики. Цікаво, що у фіналі вона була єдиною учасницею і їй потрібно було лише подолати всю дистанцію.
З 2010 року Гвен Йоргенсен стала виступати на змаганнях з тріатлону як професіональна спортсменка. Першим значимим турніром став чемпіонат світу серед студентів, де кращий результат показала лише полька Агнешка Єржик. Того року взяла участь ще в семи змаганнях і лише на чемпіонаті світу з дуатлону залишилися поза першою десяткою. За підсумками свого першого сезону її визнали кращою серед новачків-тріатлонстів у США. 2011 року здобула перші перемоги у Кубку світу і Панамериканському кубку, дебютувала у Всесвітній чемпіонській серії, виступала на чемпіонатах світу в естафеті і спринтерській дистанції.
Вдалі виступи забезпечили ліцензію на Олімпіаду. Змагання з плавання завершила в середині групи, а під час велоетапу потрапила в завал і перед транзитною зоною випереджала лише Флору Даффі і Аннамарію Маццетті. Стрімкий біг дозволив завершити Олімпійські ігри в Лондоні на 38 місці з відставанням від чемпіонки Ніколи Шпіріг майже на сім хвилин.
У 2013 році здобула перші три перемоги на етапах світової серії, а наступного сезону — пять і перше місце в загальному заліку. 2015 року була найкращою у всіх змаганнях, в яких брала участь. У світовій серії здобула перемоги на семи етапах і підтвердила титул чемпіонки світу. Також була найшвидшою в кваліфікації на Олімпіаду-2016.
Після двох етапів у Ріо-де-Жанейро перебувала в лідируючій групі, а в заключній стадії пішла у «золотий» відрив і фінішувала за 45 секунд від Ніколи Шпіріг і 40 с. — від Вікі Голланд. Після Олімпіади стала другою у гранд-фіналі Всесвітньої чемпіонської серії і повідомила про завершення виступів у тріатлоні. У листопаді 2016 року взяла участь у престижному Нью-Йоркському марафоні, де показала 14-й результат.

## Статистика
Статистика виступів на головних турнірах світового тріатлону:
| Дата | Назва турніру              | Місце | Очки (час) | Примітки |
| ---- | -------------------------- | ----- | ---------- | -------- |
| 2010 | Чемпіонат світу (студенти) |       | 01:55:26   |          |
| 2010 | Чемпіонат світу (дуатлон)  | 13    | 02:16:26   |          |
| 2011 | Чемпіонат світу (спринт)   | 5     | 00:59:02   |          |
| 2011 | Чемпіонат світу (естафета) | DSQ   | 00:59:02   |          |
| 2011 | Світова серія              | 11    | 1802       | [ 4 ]    |
| 2012 | Олімпійські ігри           | 38    | 02:06:34   |          |
| 2012 | Світова серія              | 9     | 3048       |          |
| 2013 | Чемпіонат світу (естафета) |       | 00:20:01   |          |
| 2013 | Світова серія              | 4     | 3033       |          |
| 2014 | Світова серія              |       | 5085       |          |
| 2015 | Світова серія              |       | 5200       |          |
| 2016 | Чемпіонат світу (естафета) |       | 00:20:03   |          |
| 2016 | Олімпійські ігри           |       | 01:56:16   |          |
| 2016 | Світова серія              |       | 4435       |          |

Перемоги на етапах Світової серії:
| Місто              | Золото               | Срібло               | Бронза                 |
| ------------------ | -------------------- | -------------------- | ---------------------- |
| Світова серія 2013 |                      |                      |                        |
| 1. Сан-Дієго       | Гвен Йоргенсен (USA) | Нон Стенфорд (GBR)   | Емма Моффатт (AUS)     |
| 1. Йокогама        | Гвен Йоргенсен (USA) | Емма Моффатт (AUS)   | Джоді Стімпсон (GBR)   |
| 3. Стокгольм       | Гвен Йоргенсен (USA) | Нон Стенфорд (GBR)   | Анне Гауг (GER)        |
| Світова серія 2014 |                      |                      |                        |
| 4. Йокогама        | Гвен Йоргенсен (USA) | Ай Уеда (JPN)        | Агнешка Єржик (POL)    |
| 5. Лондон          | Гвен Йоргенсен (USA) | Сара Тру (USA)       | Емма Джексон (AUS)     |
| 6. Чикаго          | Гвен Йоргенсен (USA) | Гелен Дженкінс (GBR) | Юрі Іде (JPN)          |
| 7. Гамбург         | Гвен Йоргенсен (USA) | Емма Джексон (AUS)   | Кірстен Світленд (CAN) |
| 8. Едмонтон        | Гвен Йоргенсен (USA) | Андреа Г'юїтт (NZL)  | Нікі Семюелс (NZL)     |
| Світова серія 2015 |                      |                      |                        |
| 9. Абу-Дабі        | Гвен Йоргенсен (USA) | Кеті Зеферес (USA)   | Флора Даффі (BER)      |
| 10. Окленд         | Гвен Йоргенсен (USA) | Кеті Зеферес (USA)   | Андреа Г'юїтт (NZL)    |
| 11. Голд-Кост      | Гвен Йоргенсен (USA) | Сара Тру (USA)       | Кеті Зеферес (USA)     |
| 12. Йокогама       | Гвен Йоргенсен (USA) | Ешлі Джентлі (AUS)   | Емма Моффатт (AUS)     |
| 13. Лондон         | Гвен Йоргенсен (USA) | Кеті Зеферес (USA)   | Сара Тру (USA)         |
| 14. Гамбург        | Гвен Йоргенсен (USA) | Вікі Голланд (GBR)   | Нон Стенфорд (GBR)     |
| 15. Чикаго         | Гвен Йоргенсен (USA) | Нон Стенфорд (GBR)   | Вікі Голланд (GBR)     |
| Світова серія 2016 |                      |                      |                        |
| 16. Йокогама       | Гвен Йоргенсен (USA) | Ешлі Джентлі (AUS)   | Ай Уеда (JPN)          |
| 17. Лідс           | Гвен Йоргенсен (USA) | Флора Даффі (BER)    | Вікі Голланд (GBR)     |

## Галерея

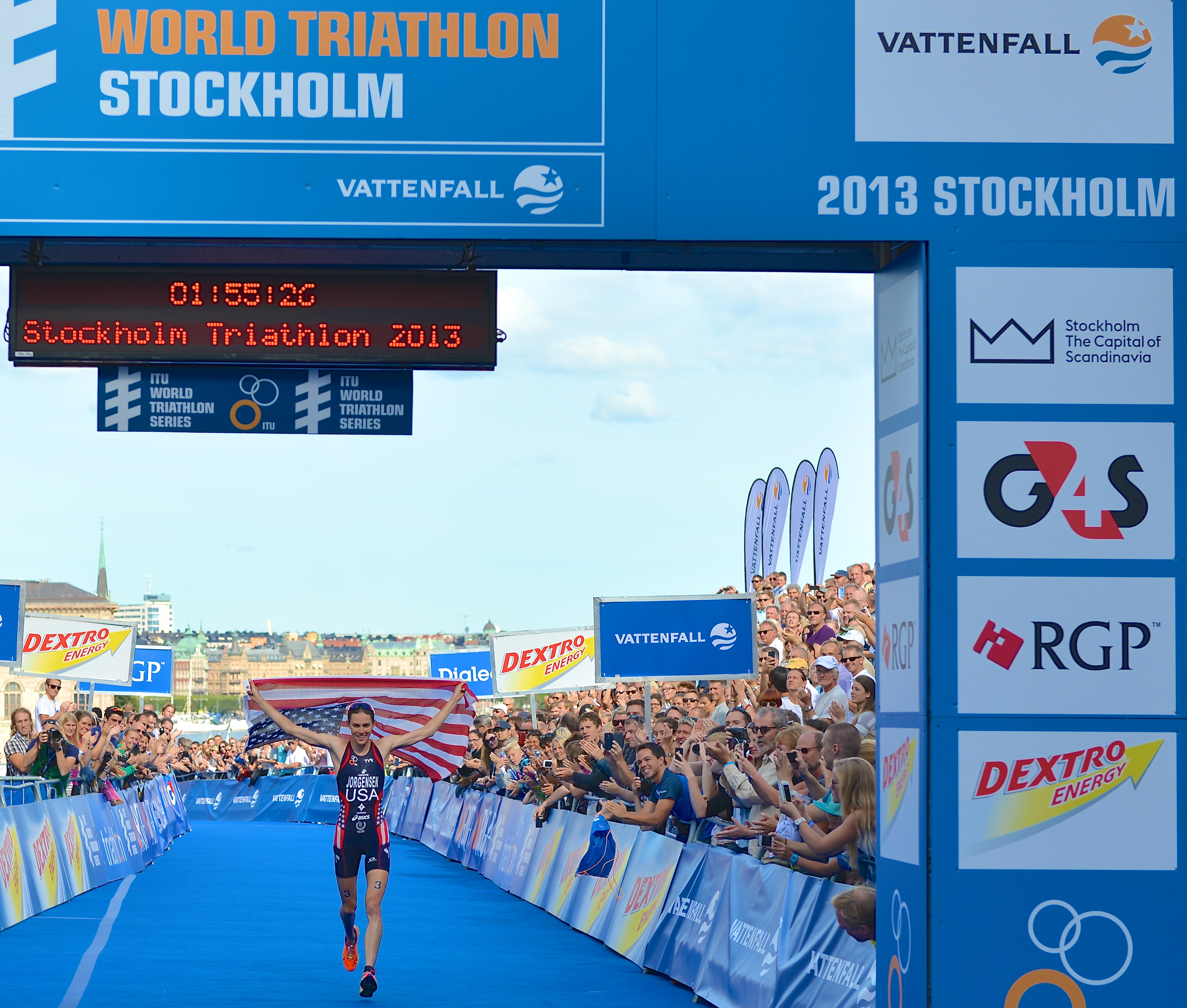
Переможний фініш на етапі Світової серії 2013 у Стокгольмі.
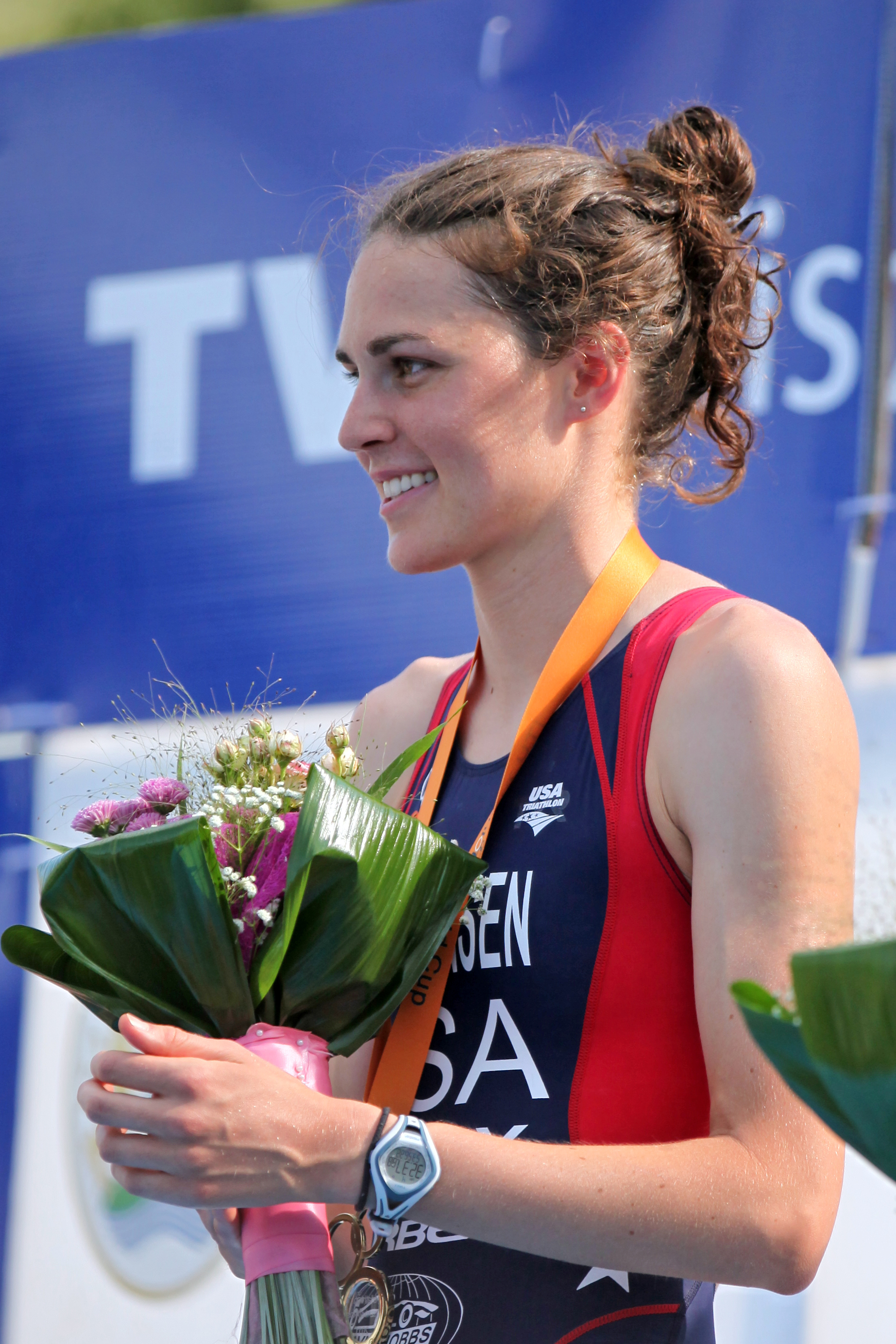
Переможниця етапу Кубка світу 2011 у Тисауйвароші.
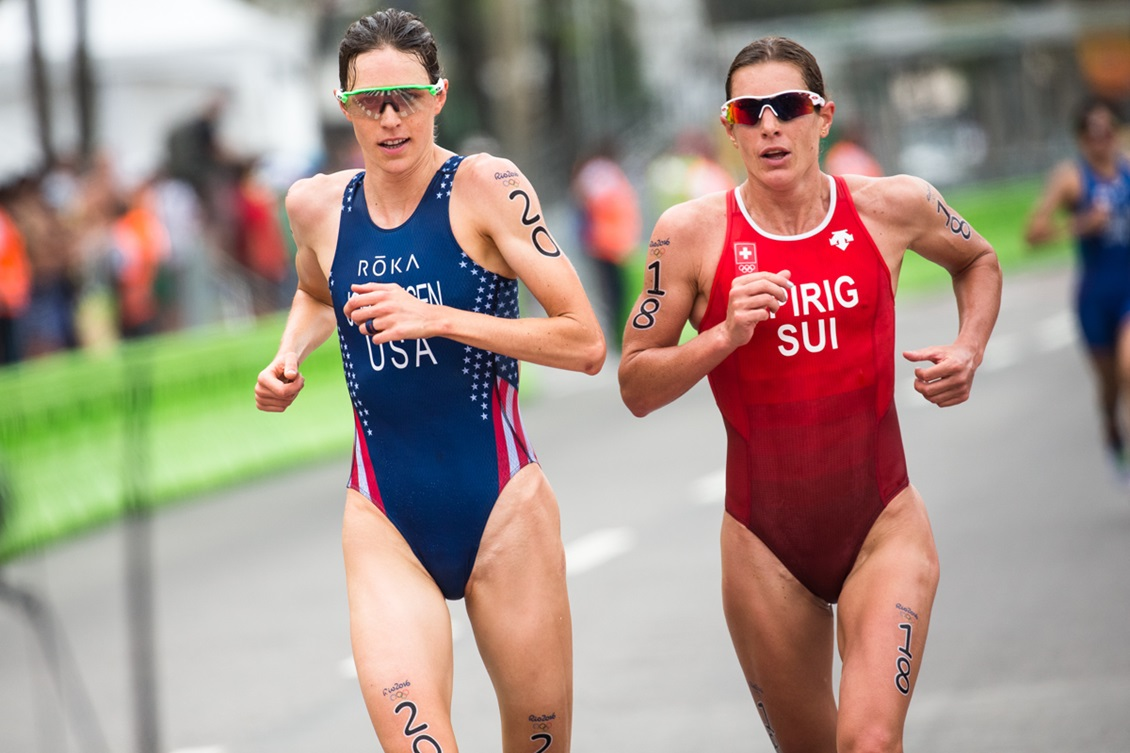
Лідери олімпійського турніру в Ріо-де-Жанейро Гвен Йоргенсен і Нікола Шпіріг.